# Mouvement républicain populaire
Mouvement républicain populaire (MRP), 'Republikeinse volksbeweging', was een politieke partij in Frankrijk, die in 1944 door Georges Bidault en Robert Buron werd opgericht. Behalve Bidault waren ook Pierre Pflimlin en Robert Schuman lid van de partij. Het was een christendemocratische partij. De Mouvement républicain populaire was vooral vlak na de Tweede Wereldoorlog belangrijk, het was in 1947 de grootste Franse partij. De MRP nam aan diverse regeringen deel. De vier genoemde partijkopstukken waren allen premier van Frankrijk
De partij stond aanvankelijk links-van-het-midden, maar haar electoraat dwong de partij tot concessies. De Mouvement républicain populaire werd in 1967 opgeheven. Het grootste deel van haar leden ging op in de Centre démocrate en, vanaf 1969 naar het Centre démocratie et progrès. Deze twee partijen gingen in 1976 in het Centre des démocrates sociaux CDS op, onderdeel van de Union pour la démocratie française UDF. François Bayrou, tot 2007 voorzitter van de UDF, was van 1994 tot 1995 leider van de CDS. Het CDS werd in 1995 als zelfstandige partij binnen de UDF opgeheven.
De jeugdafdeling van de Mouvement républicain populaire heette équipes jeunes du MRP.

## Voorzitters
| Persoon              | Periode   |
| -------------------- | --------- |
| Maurice Schumann     | 1944-1949 |
| Georges Bidault      | 1949-1952 |
| Pierre-Henri Teitgen | 1952-1956 |
| Pierre Pflimlin      | 1956-1959 |
| André Colin          | 1959-1963 |
| Jean Lecanuet        | 1963-1965 |

## Voetnoten
1. ↑  Niettemin traden ook veel oud-MRP'ers toe tot de gaullistische Union pour la nouvelle République.